# Ice-T
Ice-T, artistnamn för Tracy Marrow, född 16 februari 1958 i Newark i New Jersey, är en amerikansk rappare, författare och skådespelare. Han var tillsammans med Ice Cube, Paris och N.W.A. en av de första inom genren gangstarap, en subgenre till hiphop som utmärkte sig genom aggressiva texter och en militant och antiauktoritär hållning. Hans texter innehåller en blandning av politiska tankar i stil med Public Enemy, men också av njutningslystnaden hos N.W.A.
Han växte först upp i Newark och Summit i New Jersey innan han som barn flyttade till Los Angeles där hans hemtrakt blev stadsdelen South Central.
Artistnamnet "Ice-T" tog Marrow efter författaren Iceberg Slim.
Ice-T var också den första rapparen som tog sig an heavy metal-genren. Tillsammans med sitt band Body Count kombinerade han gangstarap med heavy metal.
Sedan 2000 spelar han rollen som Odafin Tutuola i Law & Order: Special Victims Unit, en av USA:s mest framgångsrika dramaserier.
Han är gift med skådespelerskan Coco Austin.

## Diskografi

### Album
| Titel                                                     | Detaljer | Högsta positioner | Högsta positioner | Högsta positioner | Certifikat       |
| Titel                                                     | Detaljer | US                | US R&B            | UK                | Certifikat       |
| --------------------------------------------------------- | --- | ----------------- | ----------------- | ----------------- | ---------------- |
| Rhyme Pays                                                | - Släppt: November 4, 1987 - Skivbolag: Sire / Warner Bros. - Format: CD, kassettband, digital nedladdning, LP  | 93                | 26                | —                 | - RIAA: Guld     |
| Power                                                     | - Släppt: 13 september 1988 - Skivbolag: Sire / Warner Bros. - Format: CD, kassettband, digital nedladdning, LP | 36                | 6                 | —                 | - RIAA: Platinum |
| The Iceberg/Freedom of Speech... Just Watch What You Say! | - Släppt: 10 oktober 1989 - Skivbolag: Sire / Warner Bros. - Format: CD, kassettband, digital nedladdning, LP   | 37                | 11                | 42                | - RIAA: Guld     |
| O.G. Original Gangster                                    | - Släppt: 14 maj 1991 - Skivbolag: Sire / Warner Bros. - Format: CD, kassettband, digital nedladdning, LP       | 15                | 9                 | 38                | - RIAA: Guld     |
| Home Invasion                                             | - Släppt: 23 mars 1993 - Skivbolag: Priority - Format: CD, kassettband, digital nedladdning, LP                 | 14                | 19                | 15                | - RIAA: Guld     |
| Ice-T VI: Return of the Real                              | - Släppt: 4 juni 1996 - Skivbolag: Priority - Format: CD, kassettband, digital nedladdning, LP                  | 89                | 19                | 26                |                  |
| The Seventh Deadly Sin                                    | - Släppt: 12 september 1999 - Skivbolag: Priority - Format: CD, kassettband, digital nedladdning                | —                 | —                 | —                 |                  |
| Gangsta Rap                                               | - Släppt: 31 oktober 2006 - Skivbolag: Melee / Rhyme Syndicate - Format: CD, digital nedladdning                | —                 | —                 | —                 |                  |

### Samlingsalbum
| Titel                       | Detaljer                                                                                |
| --------------------------- | --------------------------------------------------------------------------------------- |
| The Classic Collection      | - Släppt: 1993 - Skivbolag: Excello, Rhino Records                                      |
| Cold as Ever                | - Släppt: April 1996 - Skivbolag: Blue Dolphin Entertainment - Skivbolag: Rhino Records |
| The Early Years             | - Släppt: 1997 - Skivbolag: Okido Records                                               |
| Greatest Hits: The Evidence | - Släppt: 8 augusti 2000 - Skivbolag: Atomic Pop                                        |
| Westside                    | - Släppt: 2002 - Skivbolag: Priority                                                    |

### Livealbum
| Titel        | Detaljer                                   |
| ------------ | ------------------------------------------ |
| Gang Culture | - Släppt: 2004 - Skivbolag: Charly Records |

### Videoalbum
| Titel                  | Detaljer                                      |
| ---------------------- | --------------------------------------------- |
| The Iceberg Video      | - Släppt: 1989 - Skivbolag: Sire/Warner Bros. |
| O.G. Original Gangster | - Släppt: 1991 - Skivbolag: Sire/Warner Bros. |

### EP

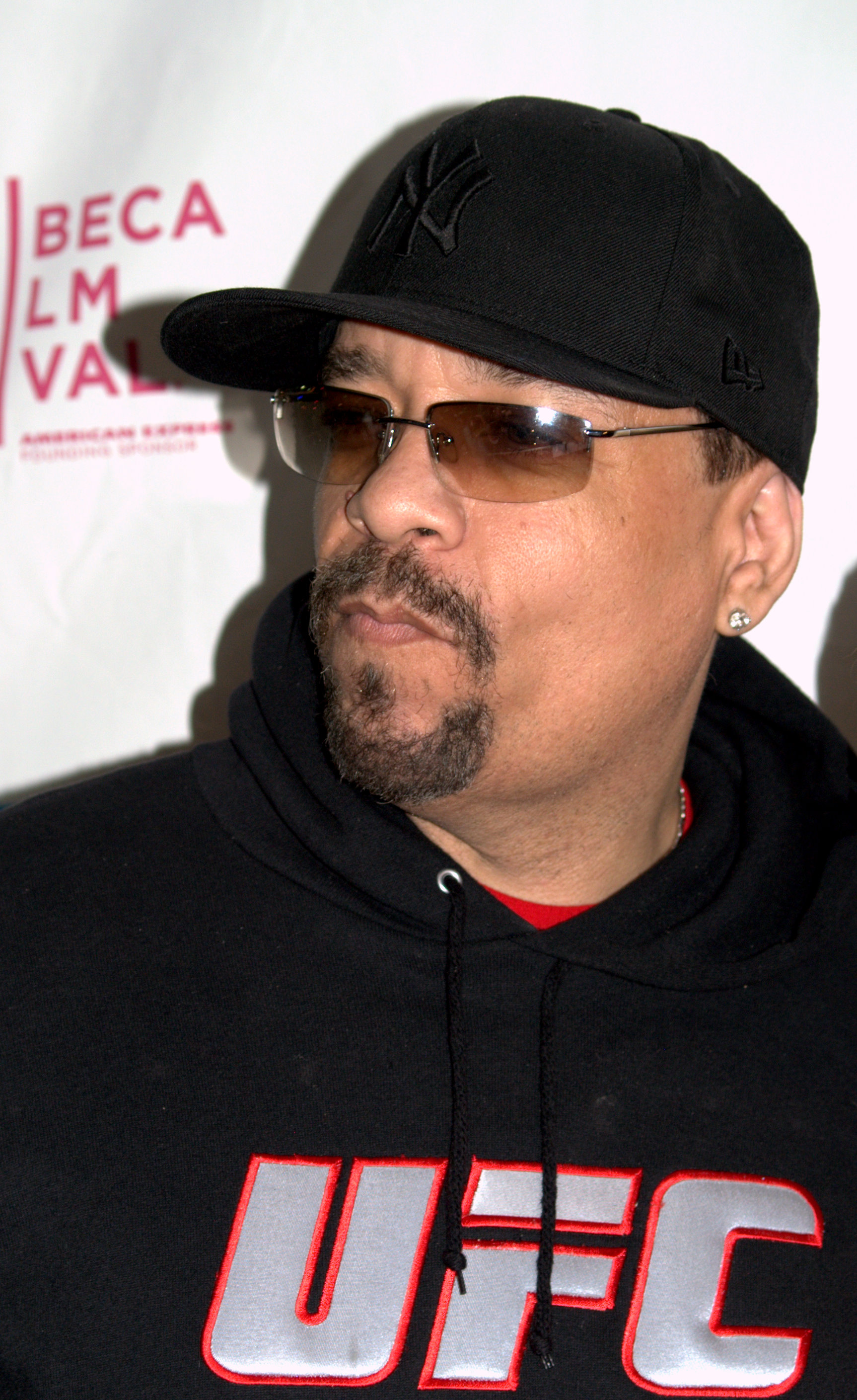
Ice-T på Tribeca Film Festival för premiären av filmen Burning Down the House: The Story of CBGB år 2009.

- "Dog'n the Wax (Ya Don't Quit – Part II)"/"6 in the Mornin'" (1986)
- "Make It Funky" (1987)
- "Somebody Gotta Do It (Pimpin' Ain't Easy)"/"Our Most Requested Record" (1987)
- "I'm Your Pusher" (1988)
- "Colors" (1988)
- "High Rollers" (1989)
- "What Ya Wanna Do" (1989)
- "Superfly 1990" (1990)
- "Dick Tracy" (1990)
- "Mind Over Matter" (1990)
- "Lifestyles of the Rich and Infamous" (1991)
- "Ricochet" (1991)
- "New Jack Hustler (Nino's Theme)" (1991)
- "Tip of the Iceberg" (1992)
- "That's How I'm Livin'" (1993)
- "I Ain't New Ta This" (1993)
- "I Must Stand" (1996)
- "Valuable Game" (1999)
- "Money, Power, Women" (2000)

### Singlar
| År   | Titel                                 | Högsta positioner | Högsta positioner | Högsta positioner | Högsta positioner | Högsta positioner | Album                                                     |
| År   | Titel                                 | US Hot 100        | US Rap            | US R&B            | US Dance Sales    | UK                | Album                                                     |
| ---- | ------------------------------------- | ----------------- | ----------------- | ----------------- | ----------------- | ----------------- | --------------------------------------------------------- |
| 1983 | "The Coldest Rap"/"Cold Wind Madness" | –                 | –                 | –                 | –                 | –                 | —                                                         |
| 1983 | "Body Rock"                           | –                 | –                 | –                 | –                 | –                 | —                                                         |
| 1984 | "Killers"                             | –                 | –                 | –                 | –                 | –                 | —                                                         |
| 1984 | "Reckless"                            | –                 | –                 | –                 | –                 | –                 | Breakin' (Soundtrack)                                     |
| 1985 | "Ya Don't Quit"                       | –                 | –                 | –                 | –                 | –                 | —                                                         |
| 1986 | "Dog'n the Wax"/"6 'n the Mornin'"    | –                 | –                 | –                 | –                 | –                 | Rhyme Pays                                                |
| 1987 | "Make It Funky"                       | –                 | –                 | –                 | –                 | –                 | Rhyme Pays                                                |
| 1987 | "Somebody Gotta Do It"                | –                 | –                 | –                 | –                 | –                 | Rhyme Pays                                                |
| 1988 | "Colors"                              | 70                | –                 | 77                | 17                | –                 | Colors (Soundtrack)                                       |
| 1988 | "I'm Your Pusher"                     | –                 | –                 | 13                | 7                 | –                 | Power                                                     |
| 1988 | "High Rollers"                        | –                 | 9                 | 76                | 37                | 63                | Power                                                     |
| 1989 | "Lethal Weapon"                       | –                 | 12                | –                 | –                 | 98                | The Iceberg/Freedom of Speech... Just Watch What You Say! |
| 1989 | "What Ya Wanna Do"                    | –                 | –                 | –                 | –                 | –                 | The Iceberg/Freedom of Speech... Just Watch What You Say! |
| 1989 | "The Girl Tried to Kill Me" (Promo)   | –                 | –                 | –                 | –                 | –                 | The Iceberg/Freedom of Speech... Just Watch What You Say! |
| 1990 | "You Played Yourself"                 | –                 | –                 | –                 | –                 | 64                | The Iceberg/Freedom of Speech... Just Watch What You Say! |
| 1990 | "Dick Tracy"                          | –                 | –                 | –                 | –                 | –                 | Dick Tracy (Soundtrack)                                   |
| 1991 | "New Jack Hustler (Nino's Theme)"     | 67                | 3                 | 49                | 20                | –                 | New Jack City (Soundtrack)                                |
| 1991 | "O.G. Original Gangster" (Platinum)   | –                 | 7                 | –                 | –                 | –                 | O.G. Original Gangster                                    |
| 1991 | "Mind Over Matter"                    | –                 | –                 | –                 | –                 | –                 | O.G. Original Gangster                                    |
| 1993 | "That's How I'm Livin'"/"99 Problems" | –                 | –                 | –                 | –                 | 21                | Home Invasion                                             |
| 1994 | "Gotta Lotta Love"                    | –                 | –                 | –                 | –                 | 24                | Home Invasion                                             |
| 1994 | "I Ain't New Ta This"                 | –                 | –                 | –                 | –                 | 62                | Home Invasion                                             |
| 1996 | "I Must Stand"                        | –                 | 21                | 83                | –                 | 23                | Ice-T VI: Return of the Real                              |
| 1996 | "The Lane"                            | –                 | –                 | –                 | –                 | 18                | Ice-T VI: Return of the Real                              |
| 1999 | "Don't Hate the Playa"                | –                 | –                 | –                 | –                 | –                 | The Seventh Deadly Sin                                    |
| 1999 | "Always Wanted to Be a Hoe"           | –                 | –                 | –                 | –                 | –                 | The Seventh Deadly Sin                                    |
| 1999 | "Exodus" (Promo)                      | –                 | –                 | –                 | –                 | –                 | The Seventh Deadly Sin                                    |
| 1999 | "Valuable Game" (Promo)               | –                 | –                 | –                 | –                 | 161               | The Seventh Deadly Sin                                    |
| 2000 | "Money, Power, Women"                 | –                 | –                 | –                 | –                 | –                 | Greatest Hits: The Evidence                               |
| 2000 | "Pimping Ain't Easy"                  | –                 | –                 | –                 | –                 | –                 | WWF Aggression                                            |
| 2002 | "Police Story"                        | –                 | –                 | –                 | –                 | –                 | Rise Above                                                |
| 2006 | "Walking in the Rain"                 | –                 | –                 | –                 | –                 | –                 | Gangsta Rap                                               |

### Soundtrack
- "Reckless" (1984 från Breakin')
- "Colors" (1988, från Colors)
- "Dick Tracy" (1990, från Dick Tracy)
- "Superfly 1990" (1990, från Superfly 1990) framförd av Curtis Mayfield och Ice-T
- "New Jack Hustler" (1991, från New Jack City)
- "Ricochet" (1991, från Ricochet)
- "Trespass" (1992, från Trespass) framförd av Ice-T och Ice Cube
- "Disorder" (1992, från Judgment Night) framförd av Slayer och Ice-T
- "Born to Raise Hell" (1993, från Airheads) framförd av Motörhead, Whitfield Crane och Ice-T
- "Big Gun" (1995, från Tank Girl)
- "Below Utopia: The Lost Score" (1998, från Below Utopia)

## Filmografi

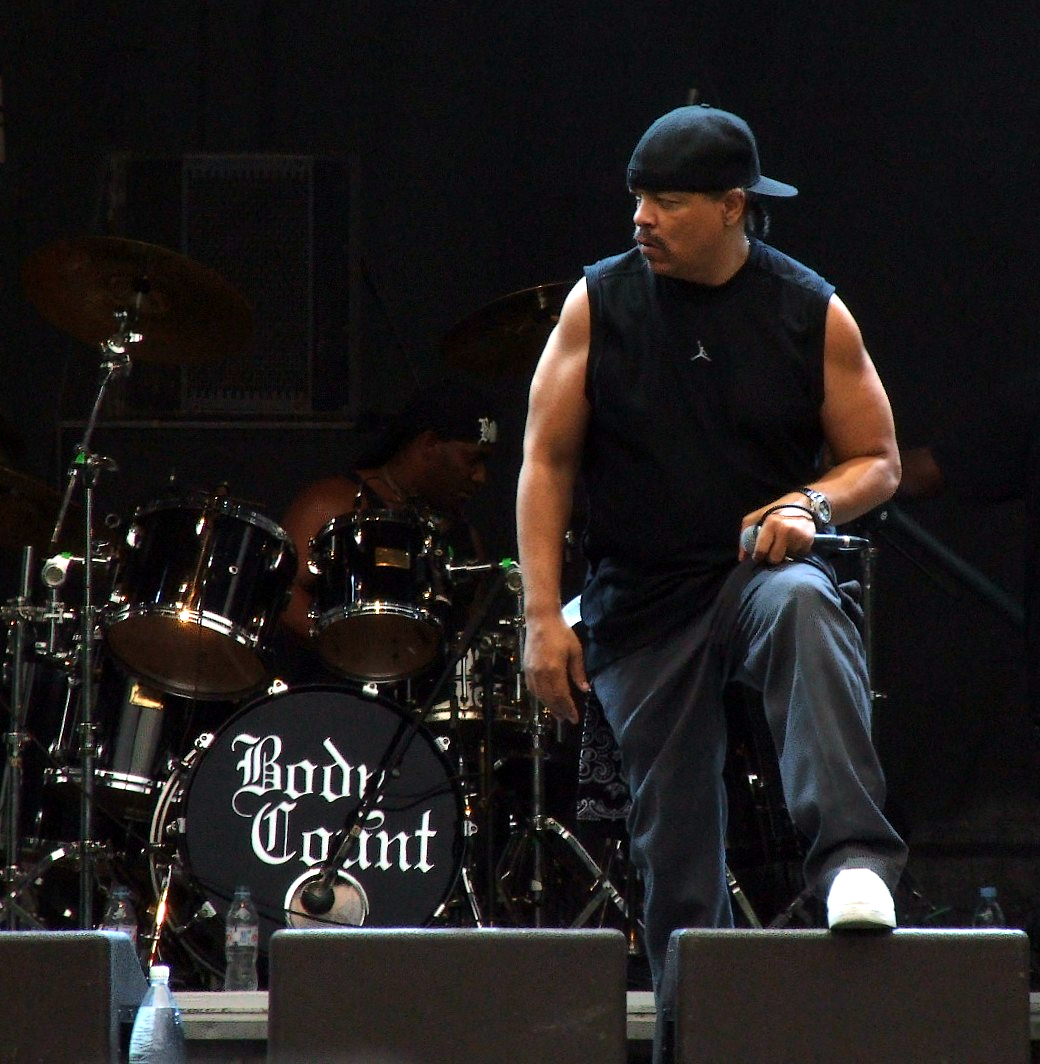
Tracy Marrow med Body Count under ett framträdande år 2006.

### Filmer
| År   | Titel                                  | Roll                     | Noter                                                        |
| ---- | -------------------------------------- | ------------------------ | ------------------------------------------------------------ |
| 1984 | Breakin'                               | Rap Talker               |                                                              |
| 1985 | Breakin' 2: Electric Boogaloo          | Radiotron Rapper         |                                                              |
| 1985 | Rappin'                                | Sig själv                |                                                              |
| 1991 | New Jack City                          | Scotty Appleton          | Nominerad: MTV Movie Award for Best Breakthrough Performance |
| 1991 | Ricochet                               | Odessa                   |                                                              |
| 1992 | Why Colors?                            |                          |                                                              |
| 1992 | Trespass                               | King James               |                                                              |
| 1993 | CB4                                    | Sig själv                |                                                              |
| 1993 | Who's the Man?                         | Nighttrain/Chauncey      |                                                              |
| 1993 | Gift                                   | Sig själv                | Video                                                        |
| 1994 | Dödsspelet                             | Jack Mason               | Första huvudroll                                             |
| 1995 | Tank Girl                              | T-Saint                  |                                                              |
| 1995 | Johnny Mnemonic                        | J-Bone                   |                                                              |
| 1996 | Frankenpenis                           |                          | Direkt till video                                            |
| 1997 | Below Utopia                           | Jim                      |                                                              |
| 1997 | Rhyme & Reason                         | Sig själv                | Dokumentär                                                   |
| 1997 | Mean Guns                              | Vincent Moon             |                                                              |
| 1997 | The Deli                               | Phil The Meat Man        |                                                              |
| 1998 | Crazy Six                              | Raul                     |                                                              |
| 1998 | Pimps Up, Ho's Down                    | Sig själv                | Dokumentär                                                   |
| 1999 | Sonic Impact                           | Agent Taja               |                                                              |
| 1999 | The Wrecking Crew                      | Menace                   |                                                              |
| 1999 | The Heist                              | C-Note                   |                                                              |
| 1999 | Frezno Smooth                          | DJ Superfly              |                                                              |
| 1999 | Judgment Day                           | Matthew Reese            | Video                                                        |
| 1999 | Urban Menace                           | Berättare                |                                                              |
| 1999 | Stealth Fighter                        | Owen Turner              | Även exekutiv producent                                      |
| 1999 | Final Voyage                           | Josef                    |                                                              |
| 1999 | Jacob Two Two Meets the Hooded Fang    | Justice Rough, The Judge |                                                              |
| 1999 | Corrupt                                | Corrupt                  |                                                              |
| 2000 | Gangland                               | Officer Dunn             |                                                              |
| 2000 | Leprechaun in the Hood                 | Mack Daddy               | Video                                                        |
| 2000 | Dödlig utväg                           | Macneilly                |                                                              |
| 2000 | The Alternate                          | Agent Williams           |                                                              |
| 2001 | Kept                                   | Jack Mosler              |                                                              |
| 2001 | Stranded                               | Jeffries                 | Johnathan                                                    |
| 2001 | Crime Partners 2000                    | King Fischer             |                                                              |
| 2001 | 3000 Miles to Graceland                | Hamilton                 |                                                              |
| 2001 | Point Doom                             | Ringman                  |                                                              |
| 2001 | Deadly Rhapsody                        | Wilson                   |                                                              |
| 2001 | 'R Xmas                                | The Kidnapper            |                                                              |
| 2001 | Guardian                               | Max                      |                                                              |
| 2001 | Tara                                   | Grady                    |                                                              |
| 2001 | Ticker                                 | Terrorist Commander      |                                                              |
| 2001 | Out Kold                               | Goldie                   |                                                              |
| 2001 | Ablaze                                 | Albert Denning           |                                                              |
| 2001 | Air Rage                               | Matt Marshall            | Video                                                        |
| 2002 | On the Edge                            | Slim Jim                 |                                                              |
| 2004 | Lexie                                  | Rasheed                  | Video                                                        |
| 2004 | Up In Harlem                           | Ice T                    |                                                              |
| 2005 | Tracks                                 | Officer Brian Clark      |                                                              |
| 2006 | Copy That                              | Ice T                    |                                                              |
| 2007 | Apartment 309                          | Detektiv Shearod         |                                                              |
| 2008 | A Family Underground                   | Sig själv                | Direct-to-DVD dokumentär                                     |
| 2009 | Good Hair                              | Sig själv                | Dokumentär                                                   |
| 2009 | Tommy and the Cool Mule                | Jackie A (röstroll)      |                                                              |
| 2010 | Santorini Blue                         | Dr. Lewis                |                                                              |
| 2010 | The Other Guys                         | Berättare                | Okrediterad                                                  |
| 2012 | Something From Nothing: The Art Of Rap | Sig själv                | Skådespelare, regissör och producent                         |
| 2013 | Assaulted: Civil Rights Under Fire     | Berättare                |                                                              |

### TV
| År      | Titel                             | Roll                          | Noter                                                                              |
| ------- | --------------------------------- | ----------------------------- | ---------------------------------------------------------------------------------- |
| 1983    | Fame                              | One of the 'Enforcers'        | Avsnitt: Break Dance"                                                              |
| 1985    | The Merv Griffin Show             | Sig själv                     | Intervju och liveframträdande                                                      |
| 1989    | Yo! MTV Raps                      | Sig själv                     | 3 intervjuer                                                                       |
| 1989    | The Arsenio Hall Show             | Sig själv                     | Intervju och liveframträdande                                                      |
| 1990    | Slammin' Rap Video Magazine       | Sig själv                     | Intervju                                                                           |
| 1991    | The Arsenio Hall Show             | Sig själv                     | Intervju och liveframträdande                                                      |
| 1992    | The Arsenio Hall Show             | Sig själv                     | Intervju och liveframträdande                                                      |
| 1995    | Spanarna                          | Danny Up/Danny Cort           | Avsnitt: "CAT" Avsnitt: "Catman Comes Back" Avsnitt: "The Finals" (som Danny Cort) |
| c. 1995 | Baadasss TV                       | Medvärd                       | 12 avsnitt                                                                         |
| 1996    | Swift Justice                     | Earl Borgese                  | Avsnitt: "Takin' Back the Street"                                                  |
| 1996    | Mad TV                            | Värd                          | Säsong 2, avsnitt 2                                                                |
| 1997    | Duckman: Private Dick/Family Man  | Taanzi                        | Avsnitt: "Ebony, Baby"                                                             |
| 1997    | Space Ghost Coast to Coast        | Sig själv                     | Avsnitt: Needledrop                                                                |
| 1997–98 | Players                           | Isaac 'Ice' Gregory           | Huvudroll                                                                          |
| 1998    | Welcome to Paradox                | Revell                        | Avsnitt: "The Winner"                                                              |
| 1998    | Exiled                            | Seymour 'Kingston' Stockton   | TV-film                                                                            |
| 1999    | L.A. Heat                         | Cage                          | Avsnitt: "Rap Sheet"                                                               |
| 1999    | Batman Beyond                     | Ramrod                        | Avsnitt: "Splicers"                                                                |
| 1999    | V.I.P                             | The Prophet                   | Avsnitt: "Val the Hard Way" Avsnitt: "Val Goes To Town"                            |
| 2000    | The Disciples                     | The Sensei                    | TV-film                                                                            |
| 2000    | PhatClips                         | Sig själv                     | Intervju                                                                           |
| 2000–   | Law & Order: Special Victims Unit | Detektiv Odafin "Fin" Tutuola | Ersatte Monique Jeffries i säsong 2, Huvudroll                                     |
| 2002    | Beyond Tough                      | Sig själv                     | Värd                                                                               |
| 2005    | I lagens namn                     | Detektiv Odafin "Fin" Tutuola | Avsnitt: "Flaw" Avsnitt"Design").                                                  |
| 2006    | Ice-T's Rap School                | Sig själv                     | Real show                                                                          |
| 2007    | Belzer Vizion                     | Sig själv                     | Intervju                                                                           |
| 2008    | The Jace Hall Show                | Sig själv                     | Avsnitt: "Blizzard's World of Warcraft Feat. Ice T. & Coco"                        |
| 2009    | I Get That a Lot                  | Sig själv                     | TV special                                                                         |
| 2010    | All Star Mr. & Mrs.               | Sig själv med hans fru Coco   | Final round                                                                        |
| 2010    | The Jace Hall Show                | Sig själv                     | 3 avsnitt                                                                          |
| 2011–13 | Ice Loves Coco                    | Sig själv                     | Reality Show                                                                       |
| 2011    | 30 Rock                           | Detektiv Odafin "Fin" Tutuola | Avsnitt: ¡Qué Sorpresa!                                                            |
| 2012    | Live! with Kelly                  | Sig själv                     | Intervju                                                                           |
| 2014    | Chicago PD                        | Detektiv Odafin "Fin" Tutuola | Avsnitt: "Conventions"                                                             |

### Datorspel
| År   | Titel                         | Roll                 | Noter    |
| ---- | ----------------------------- | -------------------- | -------- |
| 2000 | Sanity: Aiken's Artifact      | Agent Nathaniel Cain | Röstroll |
| 2002 | UFC: Tapout                   | Sig själv            | Röstroll |
| 2004 | Def Jam Fight for NY          | Sig själv            | Röstroll |
| 2004 | Grand Theft Auto: San Andreas | Madd Dogg            | Röstroll |
| 2006 | Scarface: The World Is Yours  | Fotgängare           | Röstroll |
| 2011 | Gears of War 3                | Griffin              | Röstroll |